# 金剛院 (伊丹市)
金剛院（こんごういん）兵庫県伊丹市宮ノ前にある真言宗御室派の仏教寺院。
またの名を野宮寺といい、江戸時代は伊丹七郷の氏寺で、猪名野神社の別当寺を勤めていた。

## 歴史
延喜4年（904年）宇多法皇の勅願所として山城醍醐寺の聖宝理源大師が薬師如来を本尊に開基、当初善楽寺といい別院を金剛院と称したという。その後、兵乱で廃棄された。
久安6年（1150年）、源為朝が当寺に宿を取り、牛頭天王の霊夢によって寺社を再興したと言われている。天正7年（1579年）、荒木村重の乱で炎上した。 文禄年間（1592年 - 1596年）、厄除けで有名な千僧村願成就寺（現安楽院）の地蔵院長照が入寺し中興した。 文禄3年（1594年）、片桐且元の検地で除地となる。寛文11年（1671年）、京都御室仁和寺の末寺となる。貞享2年（1685年）、『摂津名所図会』に近衛基熙が再建したとされる。元禄15年（1702年）、薬医門を再建。末寺に北之坊是則院があった。明治33年（1900年）、本堂が全焼した。現在の本堂は旧持仏堂である。

## 境内
- 観音堂　十一面観音
- 愛染堂　愛染明王・金比羅大権現

金剛院表門は、伊丹市内にある薬院門の中で立派な門である。それは元禄15年（1702年）の建立であり、門柱の冠柱すぐ下から腕木を出し、持ち送りの梁を支えている方法を取っているからである。また永正14年（1517年）8月18日銘の町石笠塔婆残欠がある。残っているのは塔身のみで、上には柄をつけ、下端にはやや大きい柄を造っている。そのため、基礎上に建て、上に傘を置いた卒塔婆の塔身であることが分かる。

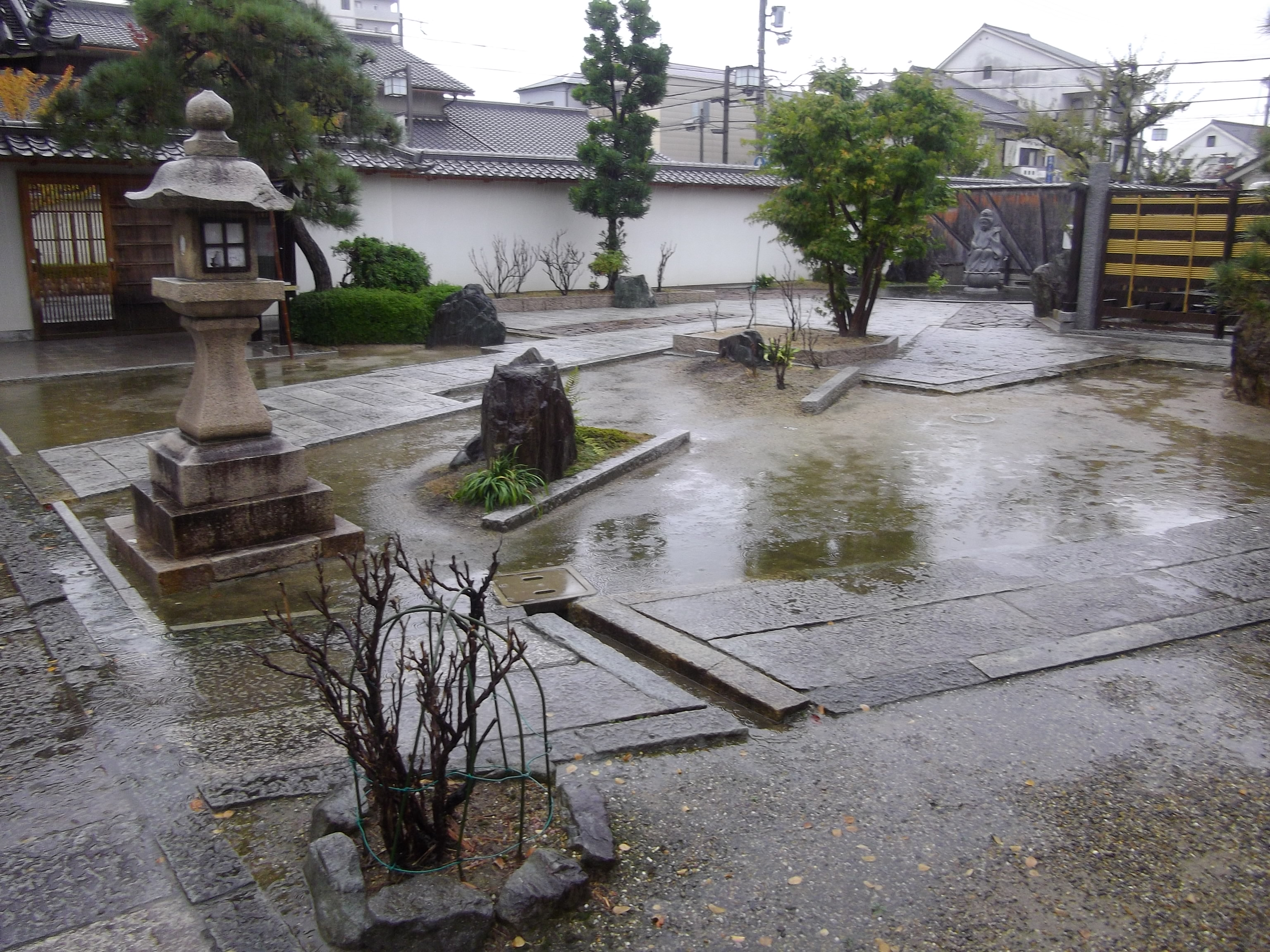
境内庭園
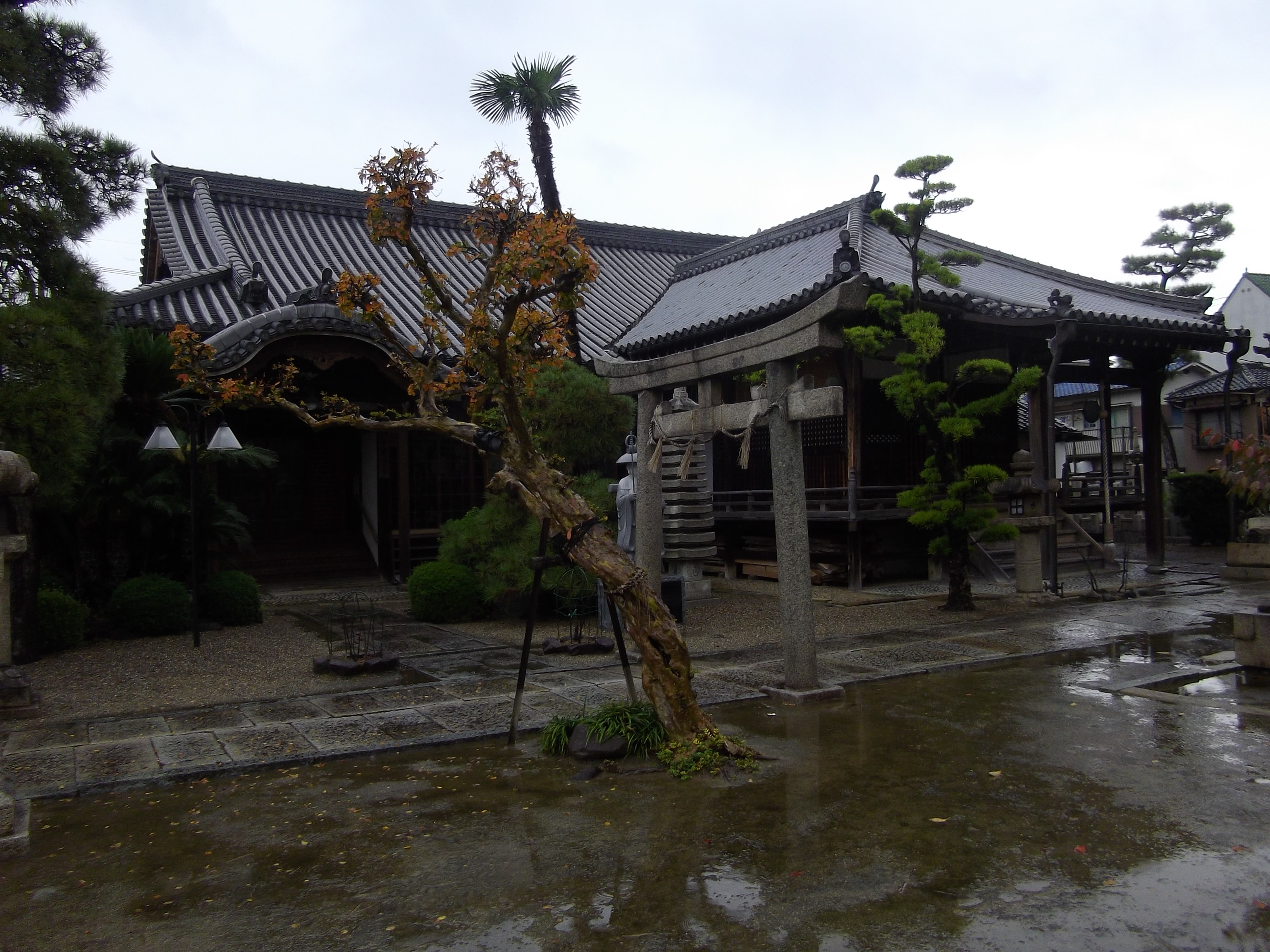
観音堂（本堂）
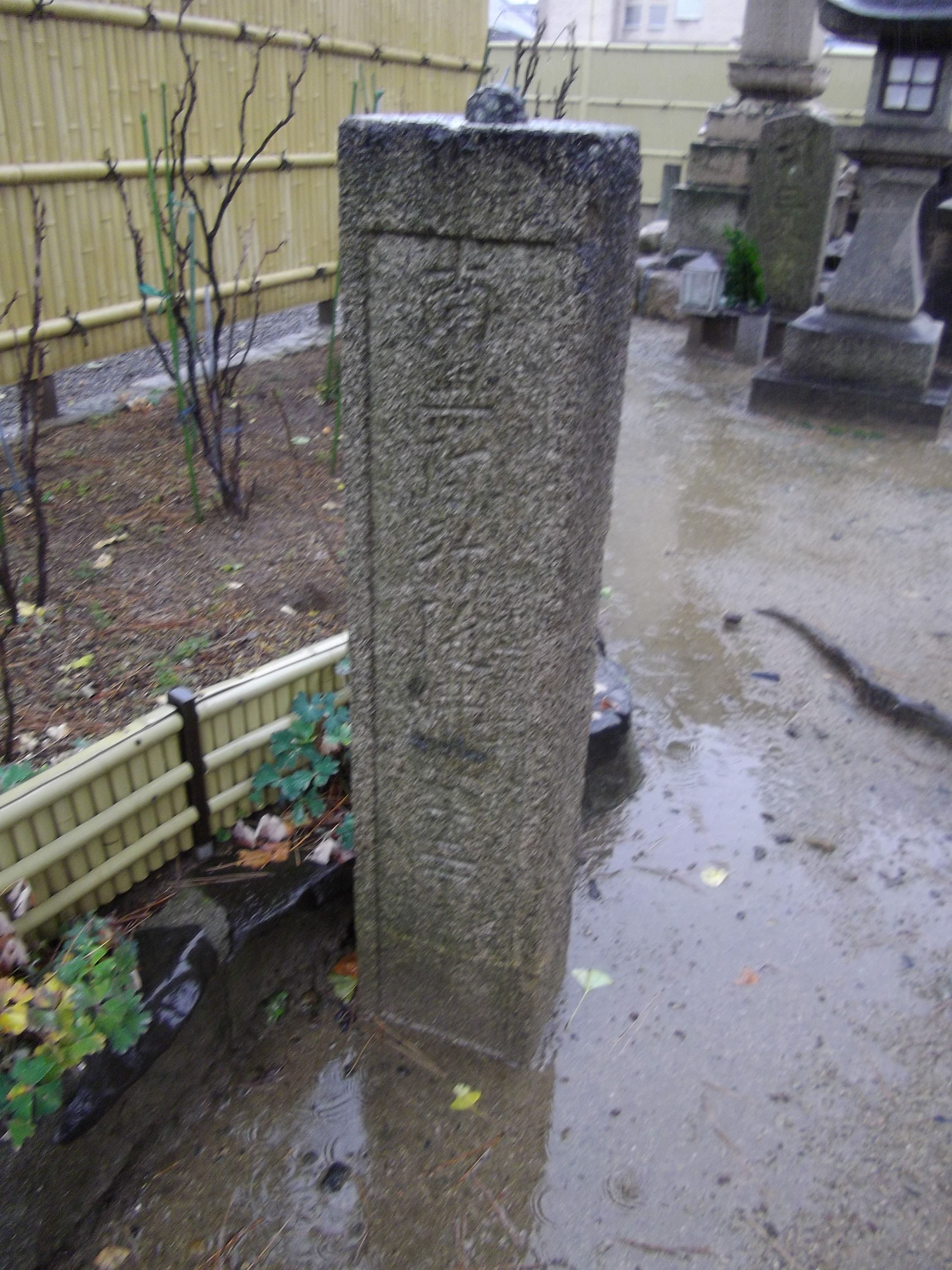
町石笠塔婆残欠
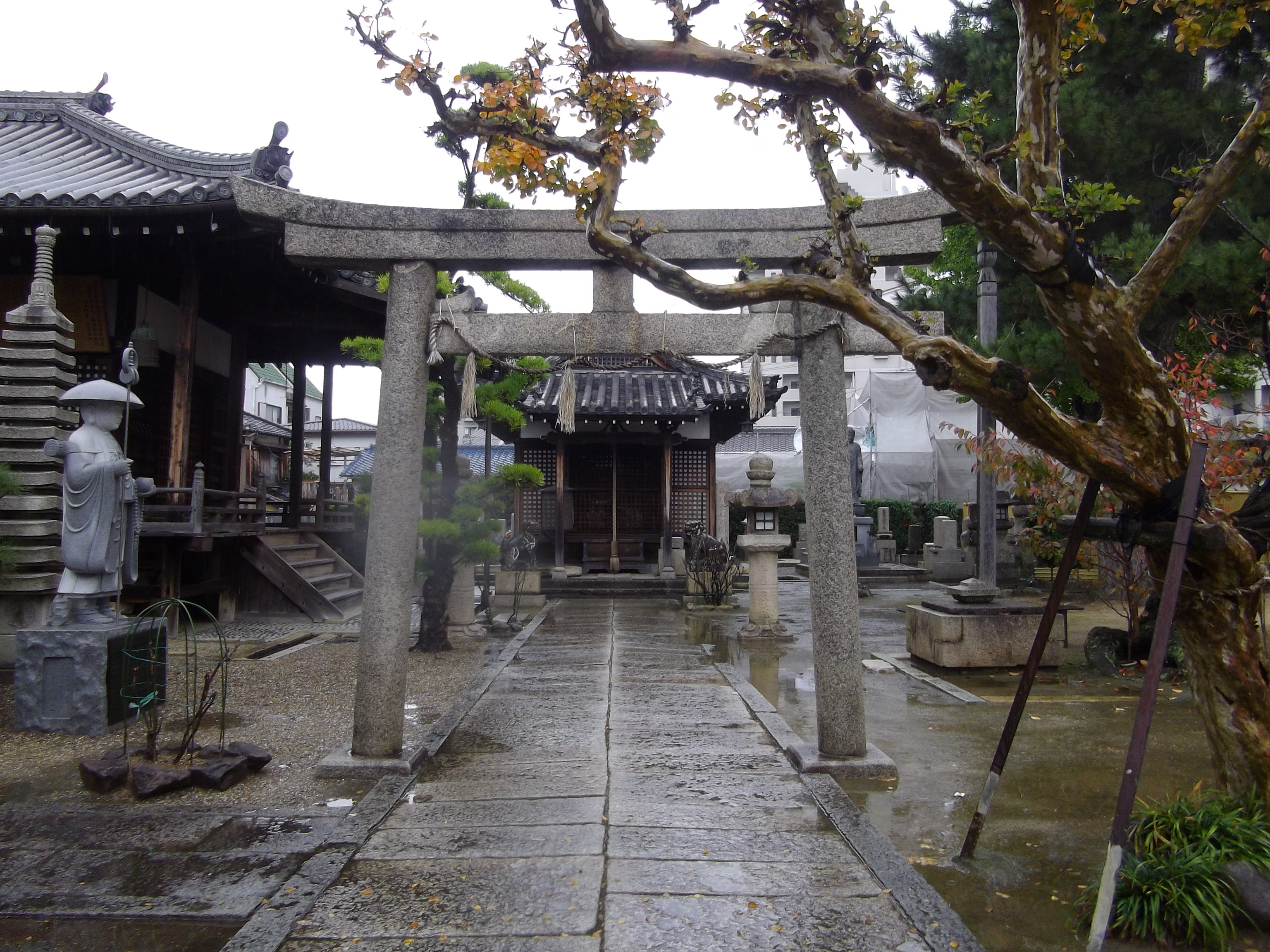
左から本堂、鳥居、奥側に愛染明王堂
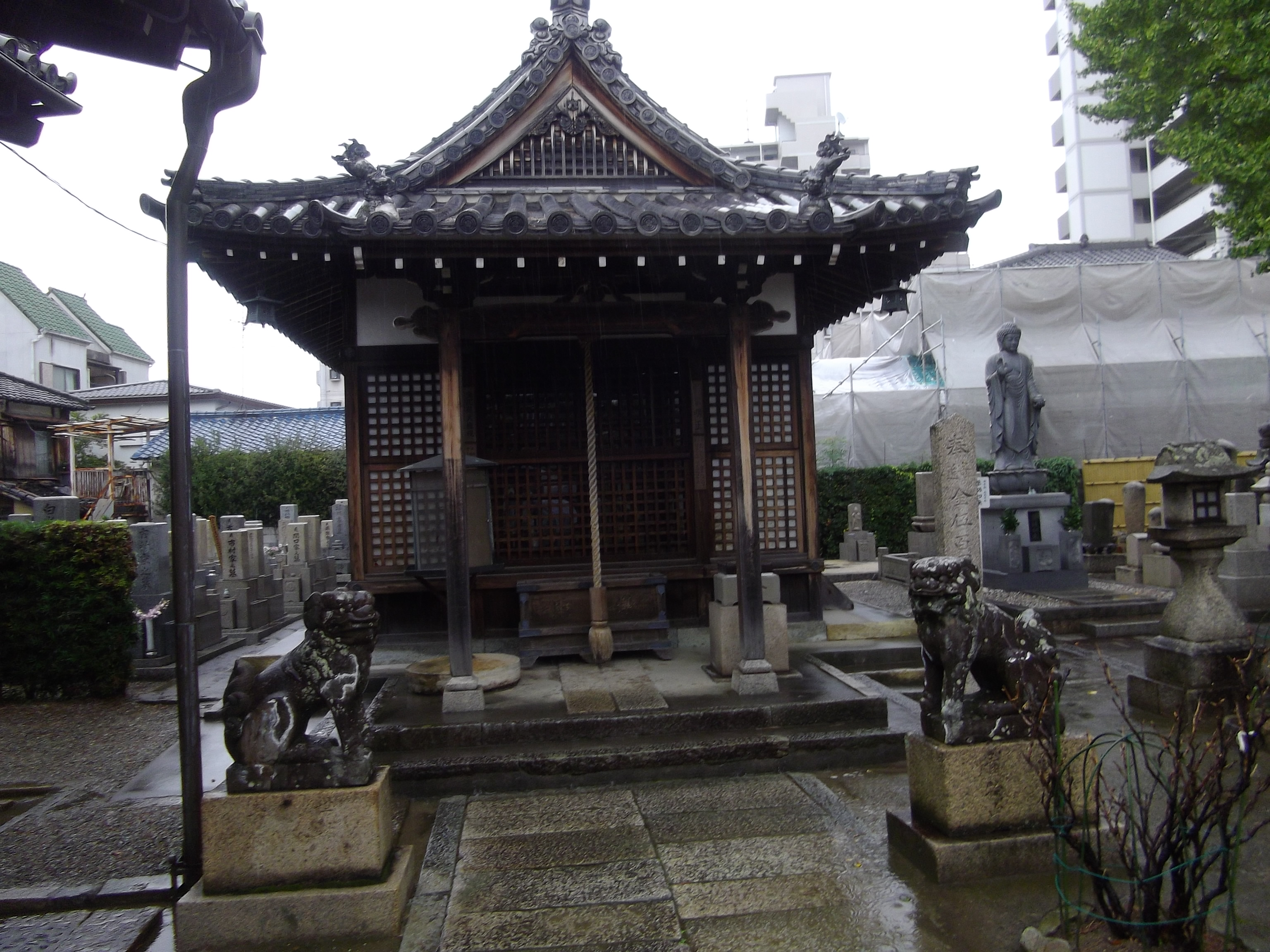
愛染明王堂

## 交通アクセス
阪急伊丹線伊丹駅下車、徒歩8分